# 日中学生会議
日中学生会議(にっちゅうがくせいかいぎ　英:Japan China Student Conference　通称JCSC)は、1986年に設立された、日本と中国の学生による国際交流団体である。毎年8月の約2週間の共同生活や学術論議を通して日中両国の学生の相互理解を深める。

## 歴史
外務省・(社)日本外交協会共催の全国学生国際問題討論会「ザ・フォーラム」の入選者により発案。日中関係に関心のある日本人学生有志が1986年に実行委員会を設立したのが始まりである。

### 沿革
- 1987年8月　第1回日中学生会議開催　(開催地:北京)
- 1988年8月　第2回日中学生会議開催　(開催地:北京・武漢)

```
             
〜中略〜
```

- 2010年8月　第29回日中学生会議開催　(開催地:北京・天津・広州・西安)
- 2011年8月　第30回日中学生会議開催　(開催地:東京・大阪・山梨)
- 2012年8月　第31回日中学生会議開催　(開催地:北京・上海・広州・南京)
- 2013年8月　第32回日中学生会議開催　(開催地:東京・愛知・奈良・京都)
- 2014年8月　第33回日中学生会議開催　(開催地:北京・広州・香港)
- 2015年8月　第34回日中学生会議開催　(開催地:広島・京都・東京)
- 2016年8月　第35回日中学生会議開催　(開催地:北京・上海・広州)
- 2017年8月　第36回日中学生会議開催　(開催地:長崎・大阪・東京)
- 2018年8月　第37回日中学生会議開催　(開催地:北京・西安・南京・上海)
- 2019年8月　第38回日中学生会議開催　(開催地:広島・奈良・東京)

## 活動目的
日中両国の学生による夏の共同生活・学術論議を通して相互理解を深め、さらにその先の友好を目指す。また多様なバックグラウンドの学生たちとの交流によって幅広い価値観をもつ人材を育成し、次世代に貢献する。

## 顧問
- 天児慧(早稲田大学大学院アジア太平洋研究科教授)
- 阿古智子(東京大学総合文化研究科・教養学部准教授)
- 上田貴子(近畿大学文芸学部文化・歴史学科准教授)

## 共催・後援・助成

### 共催
- 新しい日中関係を考える研究者の会

### 後援
- 日本国外務省
- 日本国文部科学省
- 公益財団法人日本中国友好協会

### 協力・助成
- 独立行政法人国際交流基金
- 公益財団法人平和中島財団
- 一般財団法人MRAハウス
- 一般財団法人日本文具財団
- 公益財団法人双日国際交流財団
- 公益財団法人三菱UFJ国際交流財団
- 公益財団法人東華教育文化財団

(2019年度実績)